# Stejar (gen de plante)
Quercus este un gen din regnul Plantae, familia Fagaceae. Genul cuprinde aproximativ 600 de specii de arbori și arbuști din care până la 450 în subgenul Quercus și 150 în subgenul Cyclobalanopsis. În Europa, cel mai cunoscut arbore din acest gen este stejarul (Quercus robur). Quercus își are originea în emisfera nordică.

## Sistematică
Genul este subîmpărțit în subgenuri iar acestea la rândul lor în secțiuni. 

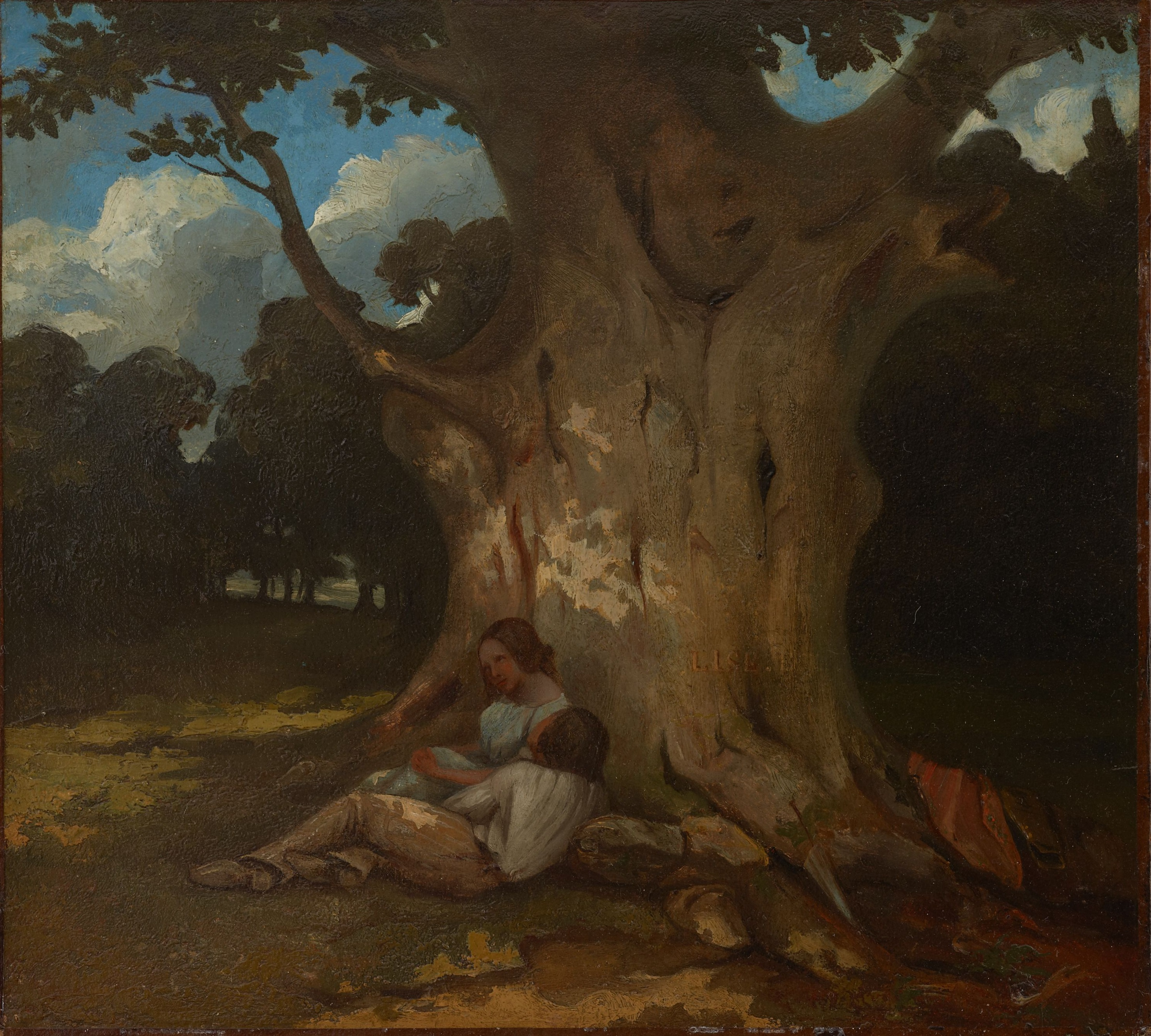
Gustave Courbet (1843)

### SubgenulLepidobalanus
- Secțiunea Quercus; sinonim: Lepidobalanus; stejarii albi; locație: Europa, Asia, Africa de nord, America de nord
  - Stejarul alb american (Quercus alba L.)
  - Stejarul alb oriental (Quercus aliena Blume)
  - Stejar de Arizona (Quercus arizonica Sarg.)
  - Stejar bicolor (Quercus bicolor Willd.)
  - Stejar albastru (Quercus douglasii Hook. & Arn.)
  - Stejar Portughez (Quercus faginea Lam.)
  - Stejar de Mongolia (Quercus mongolica Fisch. ex Turcz.)
  - Gorun (Quercus petraea (Mattuschka) Liebl.)
  - Stejar pufos (Quercus pubescens Willd.)
  - Stejar (Quercus robur L.)
  - Stejar de Virginia (Quercus virginiana Mill.)

- Secțiunea Mesobalanus; adesea arborii sunt socotiți aparținând secțiunii Quercus; localizare: Europa, Asia, Africa de nord:
  - Stejar Algerian (Quercus canariensis Willd.)
  - Stejar-Imperial Japonez (Quercus dentata Thunb.)
  - Gârniță (Quercus frainetto Ten.)
  - Stejar armean (Quercus pontica C. Koch)
  - Stejar de Pirinei-Eiche (Quercus pyrenaica Willd.)

- Secțiunea Cerris; localizare: Europa, Africa de nord, Asia:
  - Stejar castan-Japonez, de asemenea și „stejar binecuvântat“ sau „stejar de coconi-de-mătase“ (Quercus acutissima Carruth.)
  - Stejar cu frunze ca de arin (Quercus alnifolia Poech)
  - Stejar cu frunze ca de castan (Quercus castaneifolia C.A.Meyer)
  - Cer (Quercus cerris L.)
  - Stejarul de carmaz  (Quercus coccifera L., și Quercus calliprinos L.) din zona mediteraniană
  - Stejar de stâncă (Quercus ilex L.)
  - Stejar de Libia (Quercus libani Olivier)
  - Stejar brumăriu (Quercus pedunculiflora K. Koch)
  - Stejar de plută  (Quercus suber L.)
  - Stejar de Macedonia (Quercus trojana Webb)
  - Stejar chinezesc de plută (Quercus variabilis Blume)

- Secțiunea Protobalanus: cu aproximativ cinci specii; localizare: sud-vestul SUA, nord-vestul Mexicului:
  - Quercus chrysolepis Liebmann
  - Quercus palmeri Engelmann
  - Quercus tomentella Engelmann
  - Quercus vaccinifolia Kellogg ex Curran

- Secțiunea Lobatae; sinonim: Erythrobalanus; stejar roșu; localizare: America de Nord, Centrală și de Sud:
  - Quercus acerifolia  (E.J.Palmer) Stoynoff & Hess
  - Quercus agrifolia Née
  - Quercus arkansana Sarg.
  - Quercus buckleyi Nixon & Dorr
  - Quercus canbyi Trel. (Syn.: Quercus graciliformis C.H. Mull.)
  - stejar stacojiu (Quercus coccinea Münchh.)
  - Quercus ellipsoidalis E.J. Hill
  - Quercus emoryi Torr.
  - Quercus falcata Michx.
  - Quercus georgiana M.A. Curtis
  - Quercus gravesii Sudw.
  - Quercus hemisphaerica W. Bartram ex Willd.
  - Quercus hypoleucoides A.Camus
  - Quercus ilicifolia Wangenh.
  - Quercus imbricaria Michx.
  - Quercus incana W. Bartram
  - Quercus inopina Ashe
  - stejar negru californian (Quercus kelloggii Newb.)
  - Quercus laevis Walt.
  - Quercus laurifolia Michx.
  - Quercus lobata Née
  - Quercus marilandica Muenchh.
  - Quercus myrtifolia Blume
  - Quercus nigra L.
  - Quercus pagoda Raf.
  - Quercus palustris Münchh.
  - Quercus phellos L.
  - Quercus pumila Walter
  - Quercus robusta C.H.Mull.
  - Stejar roșu (Quercus rubra L.)
  - Quercus shumardii Buckl.
  - Quercus tardifolia C.H.Mull.
  - Quercus texana Buckley
  - Quercus velutina Lam.
  - Quercus viminea Trel.
  - Quercus wislizenii A. DC.

### SubgenulCyclobalanopsis
- Secțiunea Cyclobalanopsis; localizare: Asia:
  - Stejar verde Japonez (Quercus acuta Thunb.)
  - Stejar albastru Japonez (Quercus glauca Thunb.)
  - Stejar Kerr (Quercus kerrii Craib)
  - Stejar alb japonez (Quercus myrsinifolia Blume)

## Galerie de imagini

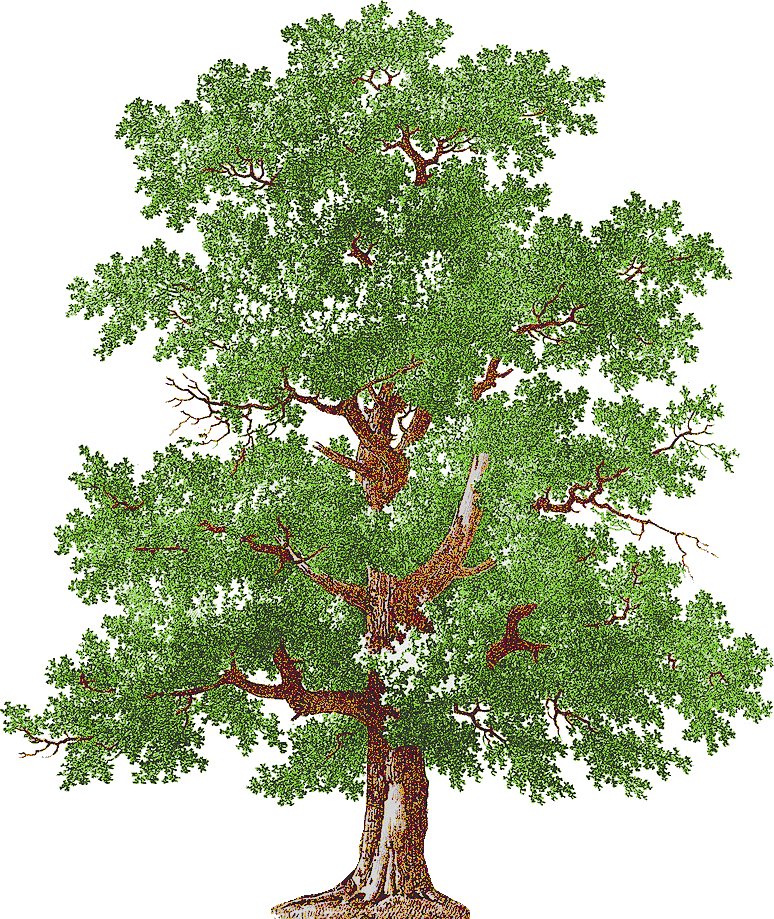
Antoine-Pierre Mongin, Chene (Stejar), 1816
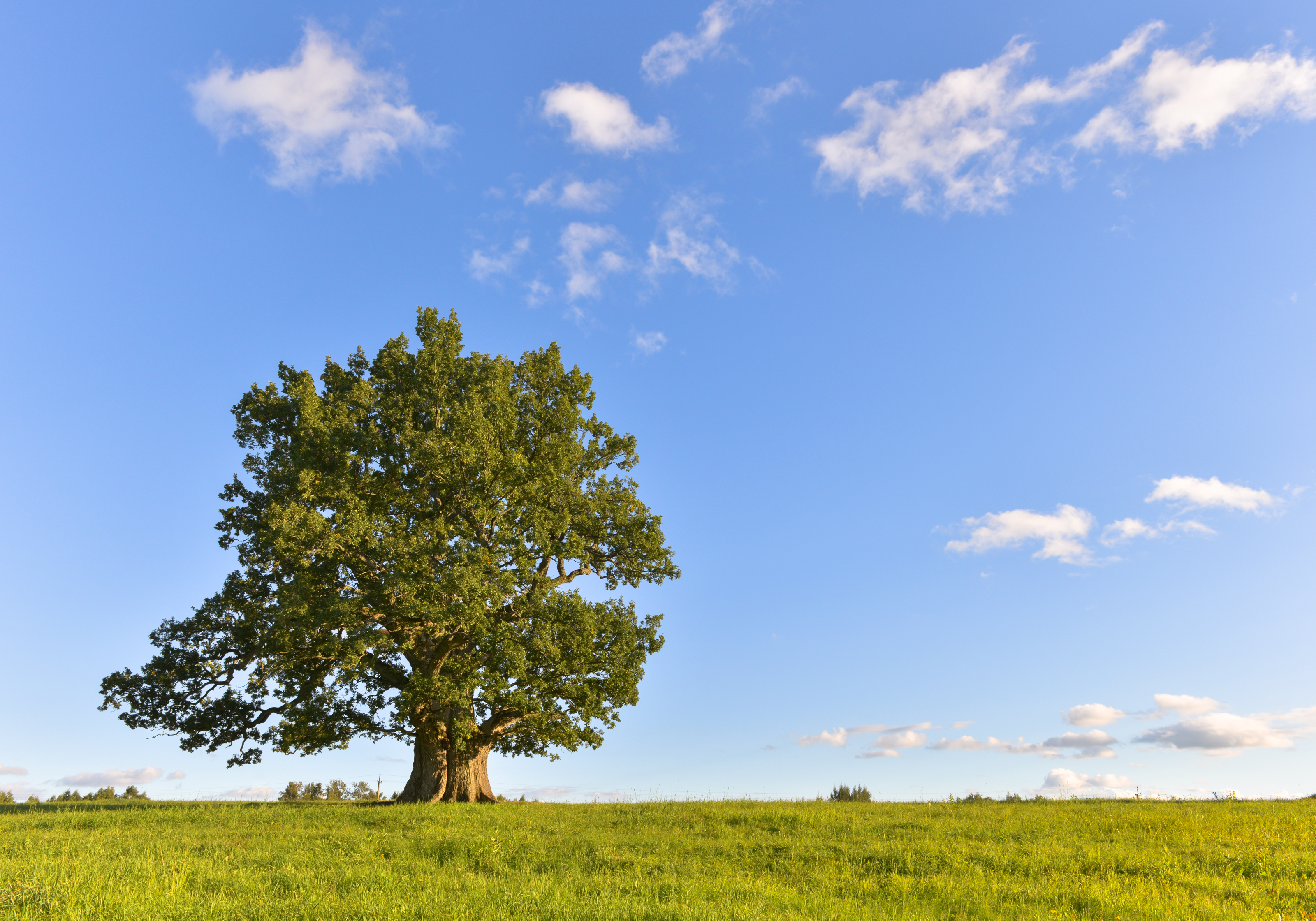
Cel mai vechi stejar din Estonia, aflat la Urvaste
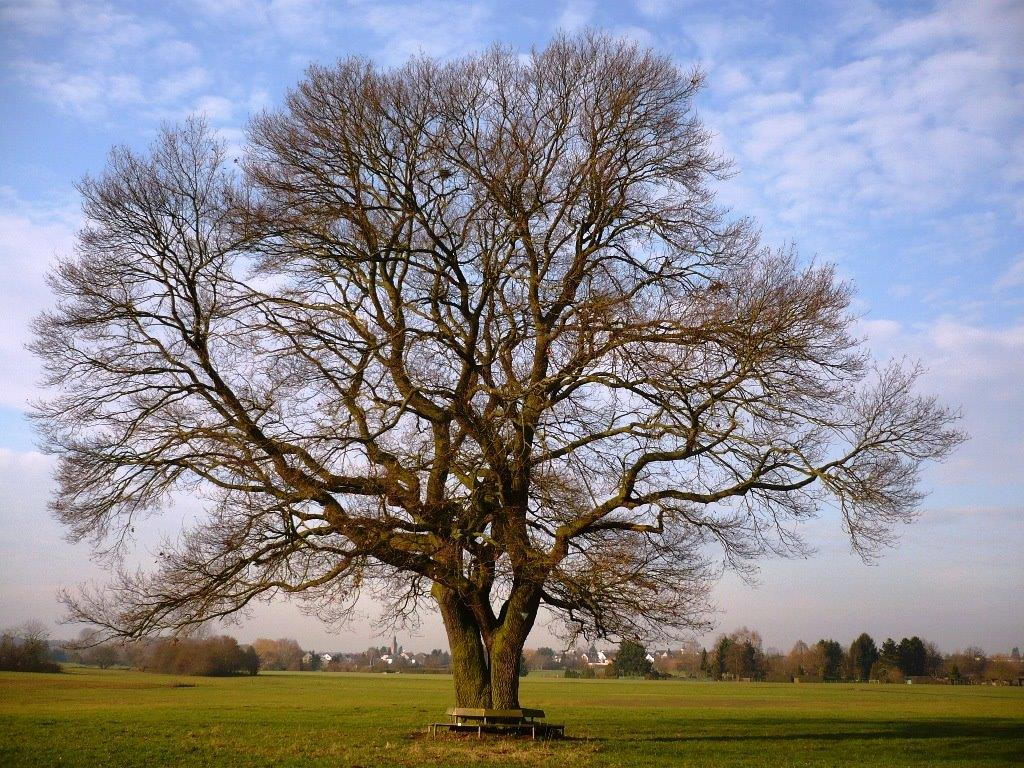
Stejar desfrunzit, primăvara, devreme
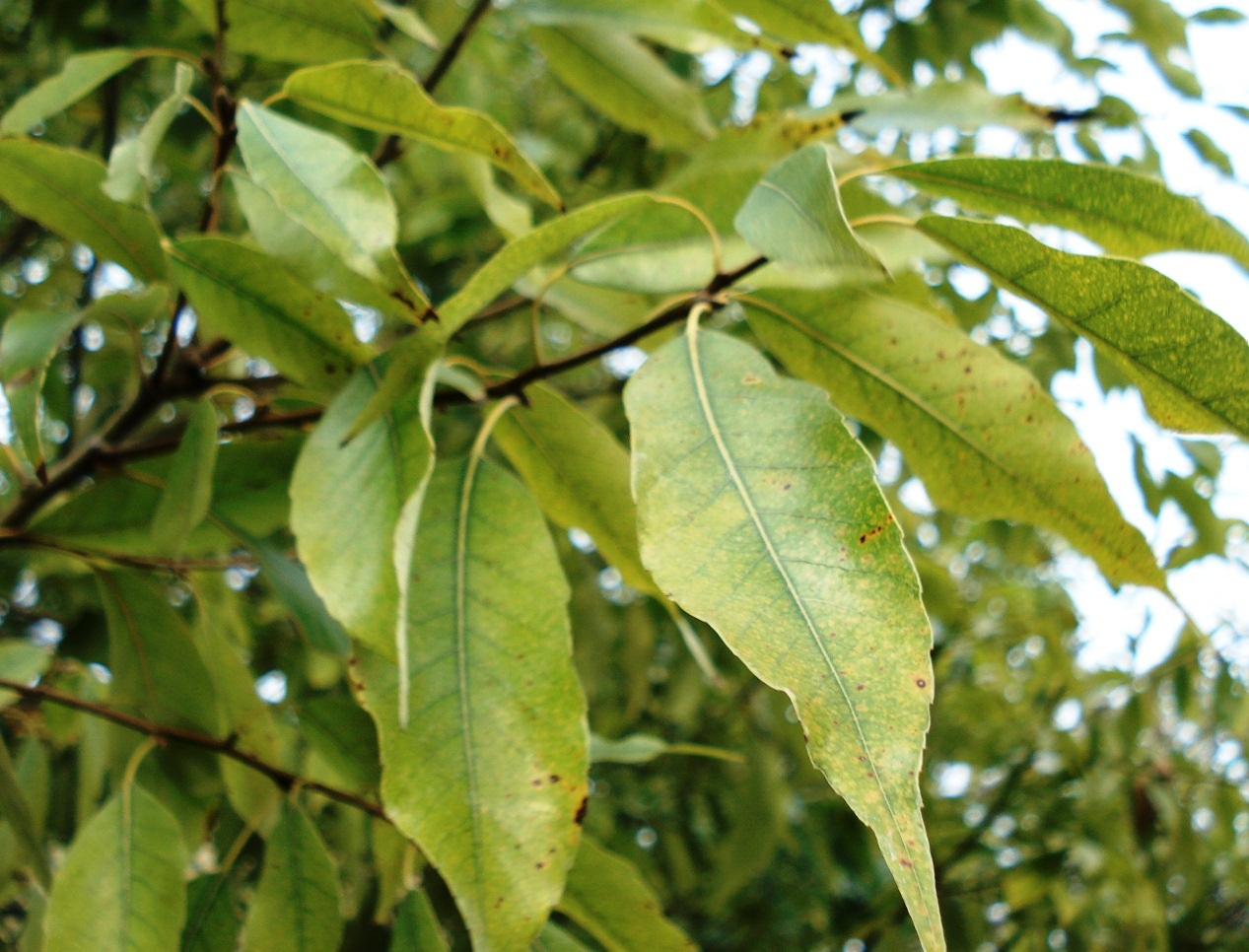
Frunze - Quercus myrsinifolia
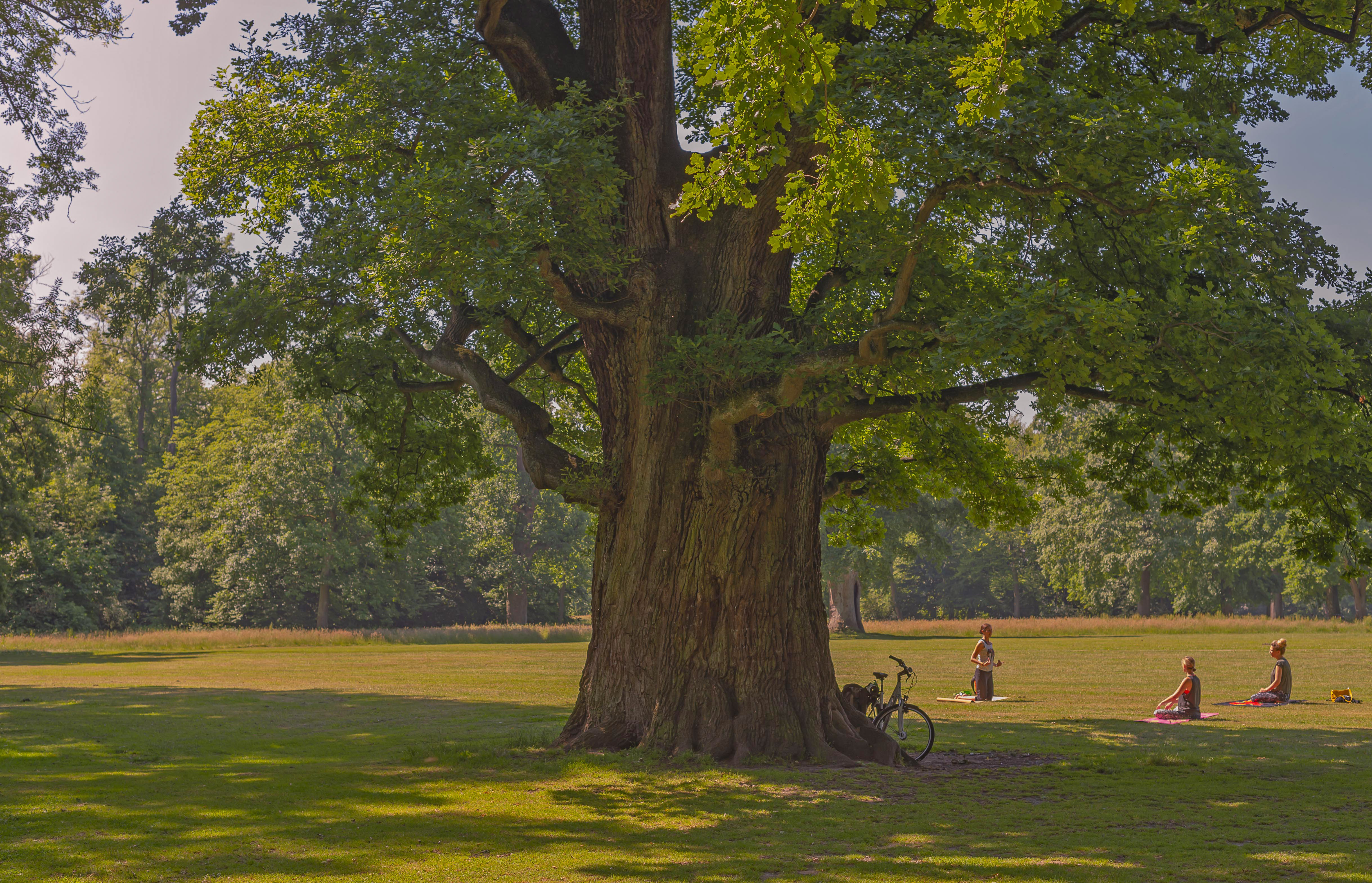
Cel mai bătrân stejar din Jenisch-Park
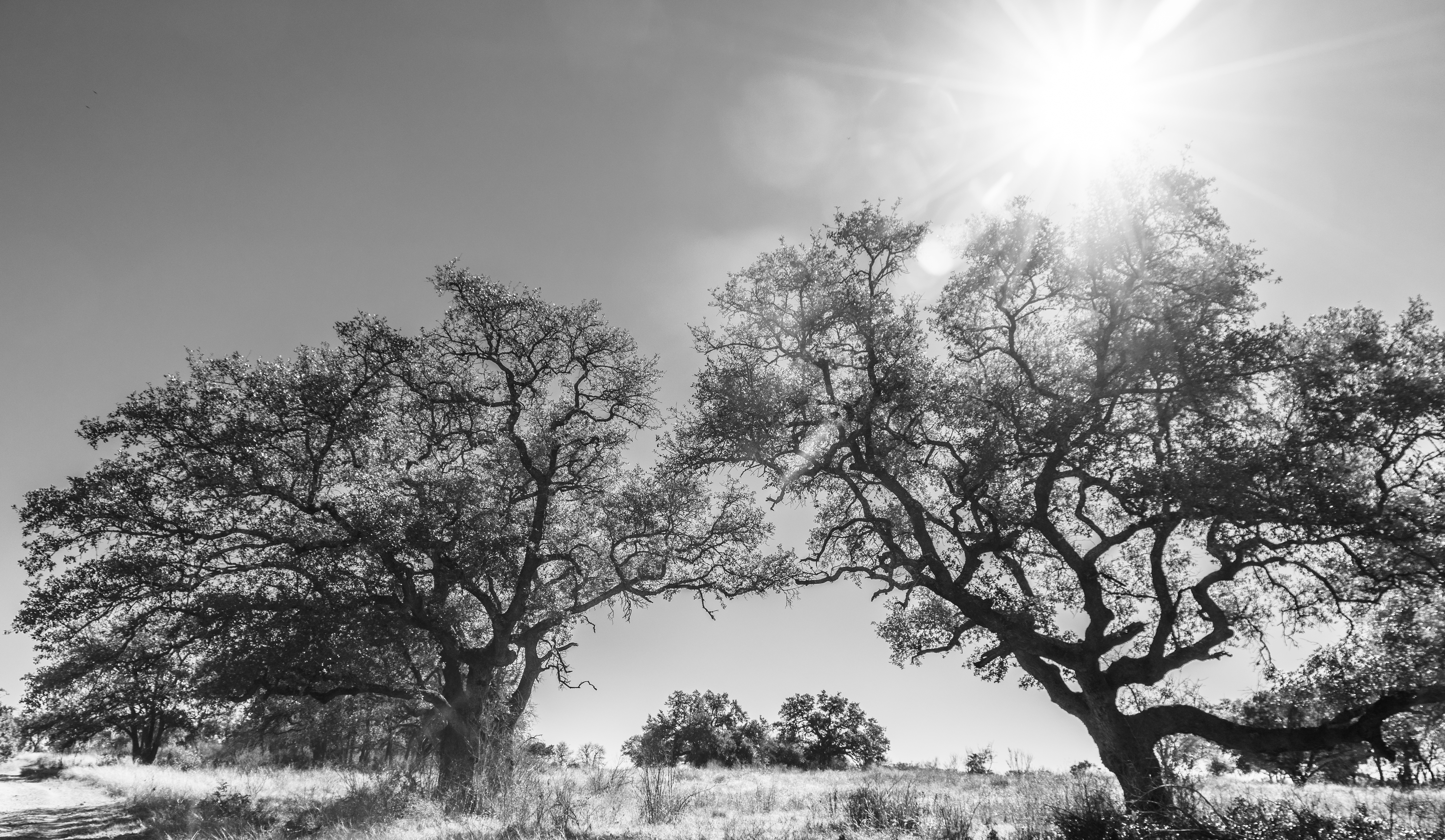
Doi stejari în februarie 2022